# S3 Chrome
S3 Chrome bezeichnet mehrere 3D-Grafikchips und -Techniken des Unternehmens S3 Graphics. Die Chrome-Familie ist der Versuch eines Comebacks von S3 Graphics in dem von Intel, ATI und Nvidia dominierten Grafikmarkt.

## Desktop-Chips

### DeltaChrome

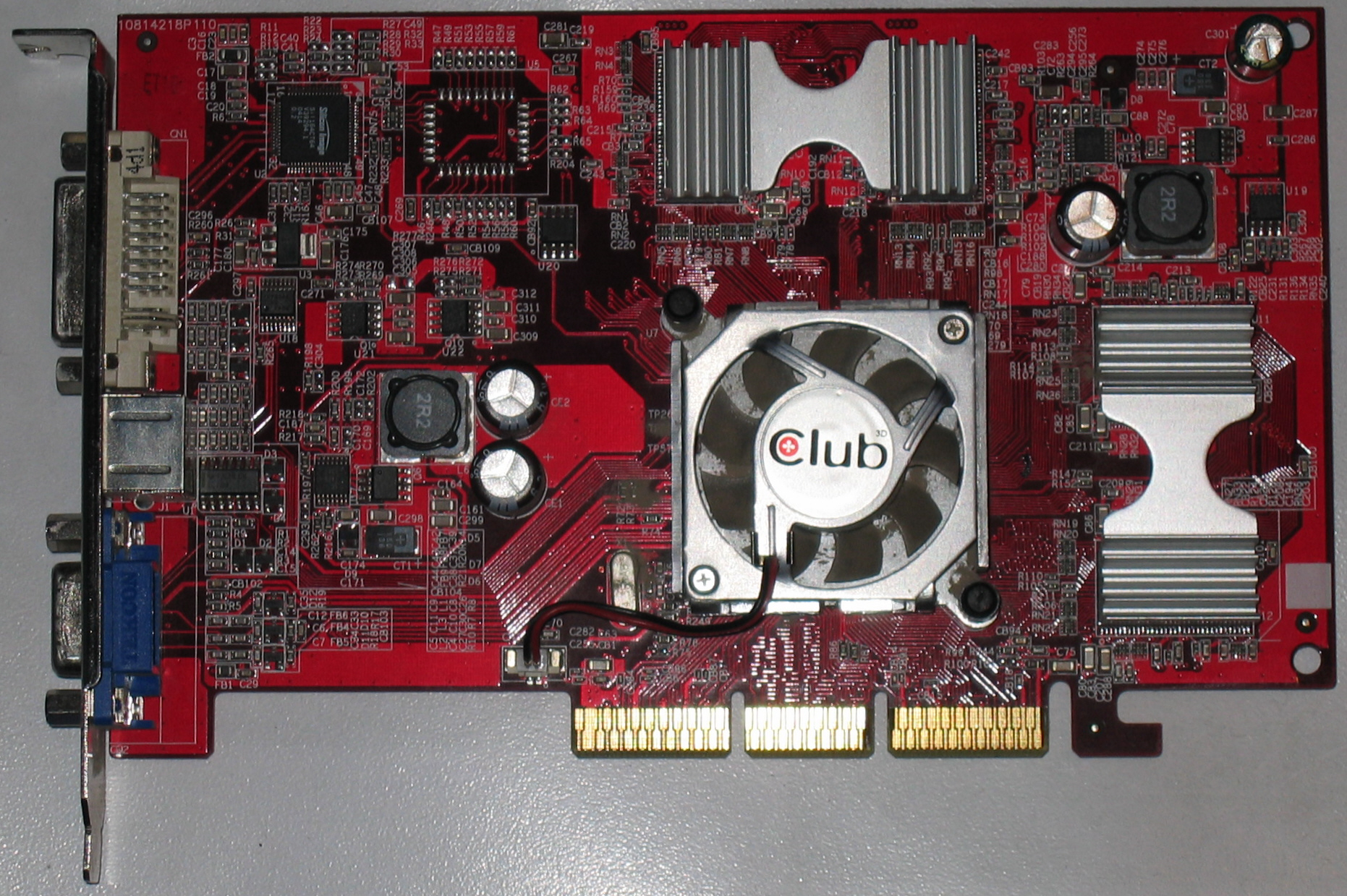
Grafikkarte mit DeltaChrome S8 Chip (Club-3D CG3-S86TVD)

Bereits Anfang 2003 wurde mit dem DeltaChrome S8 und S4 (beide AGP-8x-Schnittstelle) der erste Versuch eines Comebacks angekündigt. Die Chips basierten auf dem lange in Entwicklung befindlichen Columbia-Projekt und sind vollwertige DirectX-9-Chips mit Pixel- und Vertexshader Version 2.0.
Jedoch dauerte es bis Mitte 2004, bis erste Grafikkarten verfügbar waren. Aufgrund dieser langen Verzögerung war DeltaChrome wenig erfolgreich, erzielte aber wegen seiner guten Bildqualität (v. a. des anisotropen Filters) einen Achtungserfolg.

### GammaChrome
Bereits Ende 2004 gab es Gerüchte um den Nachfolger des DeltaChrome, der dann Anfang 2005 als GammaChrome vorgestellt wurde. Ursprünglich waren drei Varianten – S14, S18 und S19 – mit jeweils nochmals unterschiedlichen Modellen geplant, wovon allerdings nur GammaChrome S18 in verschiedenen Versionen auf den Markt kam. Es dauerte allerdings auch hier bis Mitte bzw. Ende 2005, bis Grafikkarten auf den Markt kamen.
Technisch ist der GammaChrome eng mit dem DeltaChrome verwandt, allerdings wurden einige Bugs entfernt und das Interface auf PCI Express geändert.

### Chrome S20

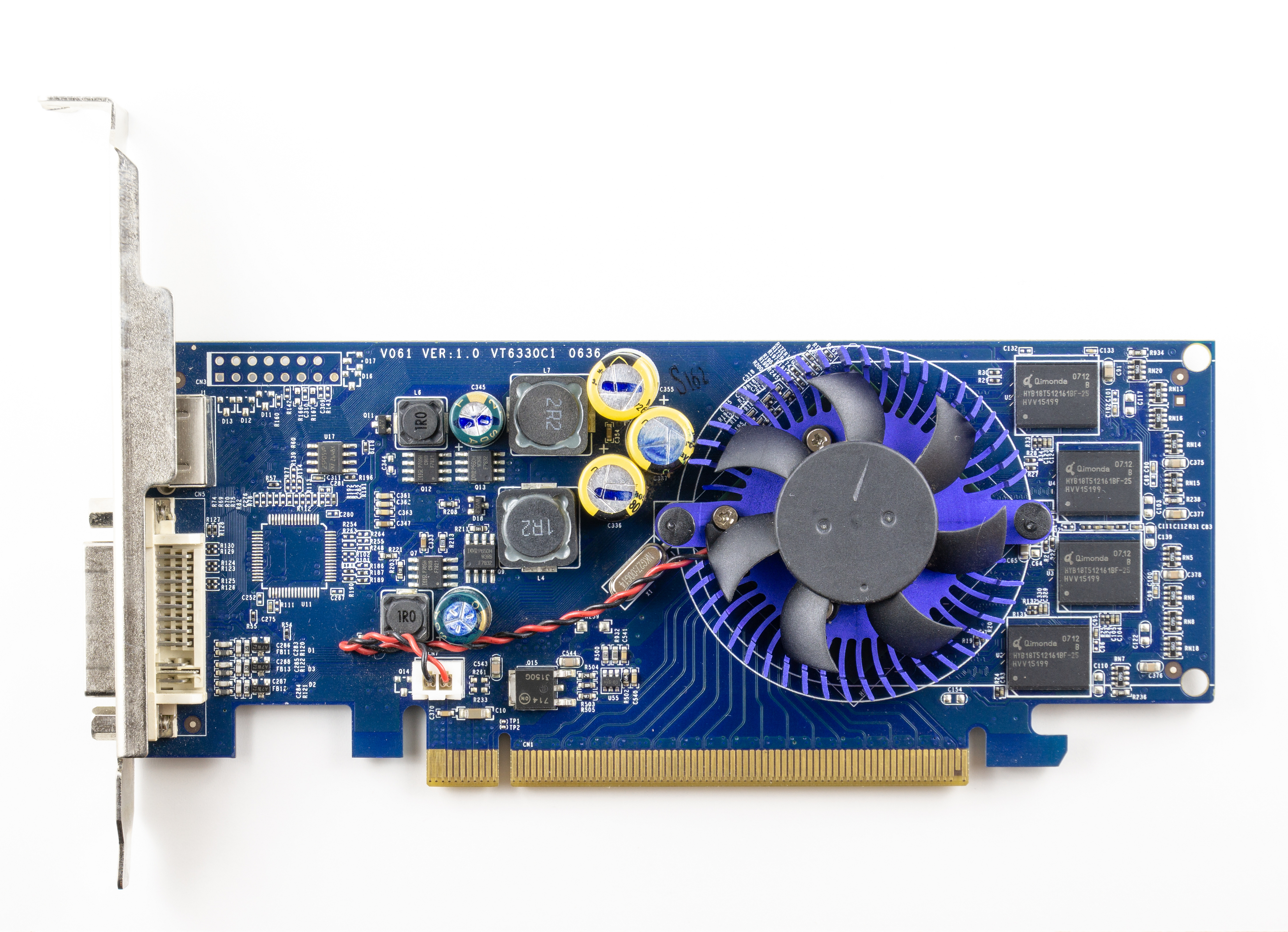
Chrome S25

Im Herbst 2005 gab S3 Graphics bekannt, dass GammaChrome S19 und S14 zugunsten der neuen Chrome-S20-Familie eingestellt wurden. Am 3. November 2005 kamen mit dem Chrome S27 und S25 die ersten zwei Vertreter auf den Markt.
Auch diese beiden Chips basieren auf GammaChrome bzw. DeltaChrome, Chrome S27 wird aber mit beachtlichen 700 MHz getaktet, der bis dato höchsten Taktrate eines Grafikchips.
Mit MultiChrome lassen sich zwei oder mehrere Chrome-S27-Grafikkarten zur Leistungssteigerung gleichzeitig betreiben.

### Chrome 400
Anfang 2008 kündigte S3 Graphics eine neue Reihe von Grafikchips für Laptops und Desktoplösungen an. Diese Generation soll unter anderem in der Lage sein, High-Definition-Inhalte bei guter Qualität und geringer Stromaufnahme darzustellen und wird laut S3 leistungstechnisch auf gleicher Höhe mit einer Nvidia Geforce 8400 liegen.
Zu den Features des Chips gehören neben dem 65-nm-Fertigungsprozess, DirectX 10.1 sowie eine Anbindung über PCI Express 2.0.
Das erste marktreife Modell dieser Serie ist die Chrome 430 GT, während eine schnellere Version, die Chrome 440 GTX, nur wenig später vorgestellt wurde. Nach einem Test von ComputerBase liegt die Leistung der 430 GT tatsächlich im Bereich der Low-End-Chips von AMD (ATI Radeon HD 3450) und Nvidia (GeForce 8400 GS). Auch die Stromaufnahme ist nahezu identisch. Zwei der Grafikkarten können direkt über den PCI-Express-Bus miteinander kommunizieren und so die Leistung steigern.

### Chrome 500

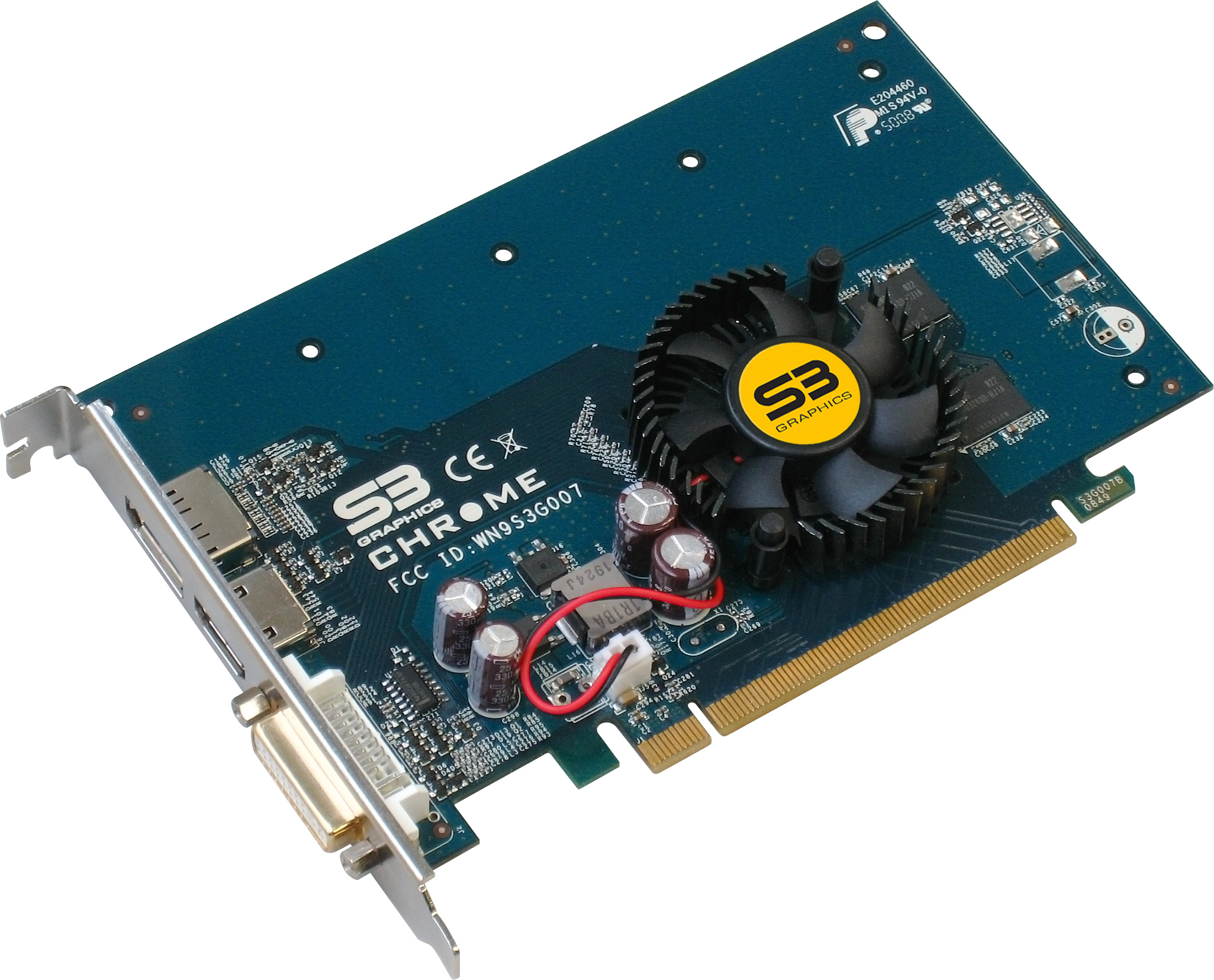
S3 Chrome 540 GTX mit 256 MiB RAM

Im Winter 2008 stellte S3 Graphics mit der Chrome 500-Reihe eine weitere Reihe von Grafikchips für den Desktop vor. Der Nachfolger der Chrome-400-Reihe beinhaltet ein erstes Modell mit dem Namen Chrome 530 GT, die Änderungen zum Vorgänger sind derzeit aber noch nicht bekannt. Die ersten Bilder lassen eine Ähnlichkeit zum Chrome 440 GTX erkennen; laut S3 soll die Leistung mit der einer Radeon HD 4350 vergleichbar sein.
Es werden die Schnittstellen DirectX 10.1 und OpenGL 3.0 unterstützt, die Anbindung erfolgt über PCI Express 2.0.

### Grafikprozessoren
| Grafikchip     | Fertigung       | Fertigung              | Fertigung           | Einheiten | Einheiten           | Einheiten         | Einheiten       | Einheiten | Einheiten | DirectX / OpenGL Version | Video- prozessor | Schnitt- stelle |
| Grafikchip     | Prozess (in nm) | Transistoren (in Mio.) | Die-Fläche (in mm²) | ROPs      | Unified-Shader      | Unified-Shader    | Unified-Shader  | TAUs      | TMUs      | DirectX / OpenGL Version | Video- prozessor | Schnitt- stelle |
| Grafikchip     | Prozess (in nm) | Transistoren (in Mio.) | Die-Fläche (in mm²) | ROPs      | Stream- prozessoren | Shader- Einheiten | Shader- Cluster | TAUs      | TMUs      | DirectX / OpenGL Version | Video- prozessor | Schnitt- stelle |
| -------------- | --------------- | ---------------------- | ------------------- | --------- | ------------------- | ----------------- | --------------- | --------- | --------- | ------------------------ | ---------------- | --------------- |
| DeltaChrome S4 | 130             | ?                      | 92                  | 4         | ?                   | ?                 | 1               | ?         | 4         | 9.0b / 2.0               | Chromotion       | AGP 8x          |
| DeltaChrome S8 | 130             | ?                      | 92                  | 8         | ?                   | ?                 | 1               | ?         | 8         | 9.0b / 2.0               | Chromotion       | AGP 8x          |
| GammaChrome    | 130             | ?                      | 92                  | 4         | ?                   | ?                 | 1               | ?         | 4         | 9.0b / 2.0               | Chromotion 2.0   | PCIe            |
| Chrome S20     | 90              | ?                      | 92                  | 4         | ?                   | ?                 | 1               | ?         | 8         | 9.0b / 2.0               | Chromotion 3.0   | PCIe            |
| Chrome 400     | 65              | 196                    | 85                  | 4         | ?                   | ?                 | 1               | ?         | 4         | 10.1 / 3.0               | ChromotionHD     | PCIe 2.0        |
| Chrome 500     | 65              | ?                      | 85                  | 4         | ?                   | ?                 | 1               | ?         | 4         | 10.1 / 3.0               | ChromotionHD     | PCIe 2.0        |

## IGPs

### UniChrome und UniChrome Pro
Unter dem Namen UniChrome wurde der als Zoetrope (AlphaChrome / Savage XP) entwickelte Grafikkern in eine Vielzahl von Chipsätzen von VIA Technologies integriert. Diese IGPs sind vornehmlich für Büro-PCs gedacht und im Wesentlichen nicht für 3D-Spiele geeignet.
Technisch gesehen ist UniChrome ein DirectX-7-Chip, allerdings ohne Hardware T&L-Einheit. Der Unterschied zwischen UniChrome und UniChrome Pro liegt in einer verbesserten Video-Engine (Chromotion-Engine).

### Chrome9 HC
Im Herbst 2005 wurde mit dem VIA K8M890 der erste IGP mit dem Chrome9-HC-Grafikkern (auch bekannt als DeltaChrome IGP) vorgestellt. Diese IGP-Lösung basiert auf dem DeltaChrome und bietet damit volle DirectX-9-Unterstützung. Es wurde damit gerechnet, dass der Chrome9-HC-Grafikkern in viele zukünftige VIA-IGPs integriert wird, da die Aero-Oberfläche von Windows Vista eine DirectX-9-fähige Grafikkarte voraussetzt, allerdings zog sich VIA etwas später aus dem Mainstream-Chipsatz-Geschäft zurück. Somit wurde der Chrome9 HC hauptsächlich in Chipsets für den eigenen VIA Nano integriert.

## Modelldaten
| Modell              | Monat/Jahr | Grafikprozessor (GPU) | Grafikprozessor (GPU) | Grafikprozessor (GPU) | Grafikspeicher | Grafikspeicher | Grafikspeicher   | TDP (Watt) | Sonstiges                      |
| Modell              | Monat/Jahr | Typ                   | Chiptakt (MHz)        | Shadertakt (MHz)      | Größe (MB)     | Takt (MHz)     | Typ              | TDP (Watt) | Sonstiges                      |
| ------------------- | ---------- | --------------------- | --------------------- | --------------------- | -------------- | -------------- | ---------------- | ---------- | ------------------------------ |
| DeltaChrome S4      | 07/2003    | DeltaChrome S4        | 325                   | –                     | 256            | 325            | 128 Bit DDR      | ?          | –                              |
| OmniChrome          | ?          | DeltaChrome S4        | ?                     | –                     | 256            | ?              | 128 Bit DDR      | ?          | DeltaChrome S4 + ViVo-Funktion |
| DeltaChrome S8      | 07/2003    | DeltaChrome S8        | 300                   | –                     | 256            | 300            | 128 Bit DDR      | ?          | –                              |
| GammaChrome S18 Pro | 03/2004    | GammaChrome           | 400                   | –                     | 256            | 200            | 128 Bit GDDR2    | ?          | –                              |
| Chrome S25          | 11/2005    | Chrome S20            | 500                   | –                     | 256/512        | 400            | 64/128 Bit GDDR2 | ?          | MultiChrome                    |
| Chrome S27 LP       | 11/2005    | Chrome S20            | 500                   | –                     | 128            | 400            | 128 Bit GDDR2    | ?          | MultiChrome, Low Profile       |
| Chrome S27          | 11/2005    | Chrome S20            | 650                   | –                     | 128            | 650            | 128 Bit GDDR3    | ?          | MultiChrome                    |
| Chrome S27          | 11/2005    | Chrome S20            | 700                   | –                     | 256            | 650            | 128 Bit GDDR3    | ?          | MultiChrome                    |
| Chrome 430 GT       | 03/2008    | Chrome 400            | 625                   | 900                   | 256            | 500            | 64 Bit GDDR2     | ?          | MultiChrome                    |
| Chrome 440 GTX      | 05/2008    | Chrome 400            | 725                   | 1200                  | 256            | 700            | 64 Bit GDDR3     | ?          | MultiChrome                    |
| Chrome 530 GT       | 11/2008    | Chrome 500            | 625                   | 900                   | 512            | 500            | 64 Bit GDDR2     | ?          | MultiChrome                    |
| Chrome 540 GTX      | 02/2009    | Chrome 500            | 800                   | 1200                  | 256            | 850            | 64 Bit GDDR3     | ?          | MultiChrome                    |

Hinweise:
- Die angegebenen Taktraten sind die von S3 Graphics empfohlenen bzw. festgelegten. Allerdings liegt die finale Festlegung der Taktraten in den Händen der jeweiligen Grafikkarten-Hersteller. Daher ist es durchaus möglich, dass es Grafikkarten-Modelle gibt oder geben wird, die abweichende Taktraten besitzen.
- Mit dem angegebenen Zeitpunkt ist der Termin der öffentlichen Vorstellung angegeben, nicht der Termin der Verfügbarkeit der Modelle.

### Leistungsdaten
Für die jeweiligen Modelle ergeben sich folgende theoretische Leistungsdaten:
| Modell              | Rechenleistung über die Streamprozessoren (GFlops) | Pixelfüllrate des Grafikprozessors (MPixel/s) | Texelfüllrate des Grafikprozessors (MT/s) | Datenübertragungsrate zum Grafikspeicher (GB/s) |
| ------------------- | -------------------------------------------------- | --------------------------------------------- | ----------------------------------------- | ----------------------------------------------- |
| DeltaChrome S4      | –                                                  | 1300                                          | 1300                                      | 10,4                                            |
| OmniChrome          | –                                                  | ?                                             | ?                                         | ?                                               |
| DeltaChrome S8      | –                                                  | 2400                                          | 2400                                      | 9,6                                             |
| GammaChrome S18 Pro | –                                                  | 1600                                          | 1600                                      | 6,4                                             |
| Chrome S25          | –                                                  | 2000                                          | 4000                                      | 6,4                                             |
| Chrome S27 LP       | –                                                  | 2000                                          | 4000                                      | 6,4                                             |
| Chrome S27          | –                                                  | 2600                                          | 5200                                      | 10,4                                            |
| Chrome S27          | –                                                  | 2800                                          | 5600                                      | 10,4                                            |
| Chrome 430 GT       | 29                                                 | 2500                                          | 2500                                      | 8,0                                             |
| Chrome 440 GTX      | 38                                                 | 2900                                          | 2900                                      | 11,2                                            |
| Chrome 530 GT       | 29                                                 | 2500                                          | 2500                                      | 8,0                                             |
| Chrome 540 GTX      | 38                                                 | 3200                                          | 3200                                      | 13,6                                            |

Hinweise:
- Die angegebenen Leistungswerte für die Rechenleistung über die Streamprozessoren, die Pixelfüllrate, die Texelfüllrate und die Speicherbandbreite sind theoretische Maximalwerte. Die Gesamtleistung einer Grafikkarte hängt unter anderem davon ab, wie gut die vorhandenen Ressourcen ausgenutzt bzw. ausgelastet werden können. Außerdem gibt es noch andere, hier nicht aufgeführte Faktoren, die die Leistungsfähigkeit beeinflussen.
- Die angegebene Rechenleistung über die Streamprozessoren bezieht sich auf die Nutzung beider MUL-Operationen, die bei Grafikshaderberechnungen nicht erreicht wird, da weitere Berechnungen ausgeführt werden müssen. Bei diesen Berechnungen liegt die Leistung der Rechenleistung über die Stream-Prozessoren daher geringer.